# Geguri
金世娟（1999年6月26日—），游戏化名“Geguri（게구리）”，是一名韩国《守望先锋》职业玩家。她因在游戏中精准的鼠标操作而受到国际关注。2016年，有职业选手指责她使用外挂，她在一个受监控的房间里进行了直播，证明了她的能力。后来她加入了职业团队EHOME，但队伍成绩并不理想。2017年，她签约ROX Orcas，成为第一位参加APEX的女性职业选手。2018年，她加入上海龍之隊，成為守望先锋联赛首位女性選手。

## 生涯
- 2016年第一人称射击游戏《守望先锋》发行后，UW ARTISAN宣布成立，Geguri作为队中的两位女选手之一成为焦点。8月，中国电子竞技俱乐部EHOME宣布与UW ARTISAN签约，成立EHOME.KR。然而，EHOME在韩国APEX中的表现差强人意。在2017年6月战队解散之前，EHOME甚至都没闯入APEX的挑战者联赛。[1][2]2017年8月，Geguri与ROX Orcas签约，ESPN称她有望成为首位参加OGN APEX联赛的女性选手[3][2]。
- 2018年2月，Geguri在直播上提及自己接受了國外隊伍的邀約。2月14日，上海龍之隊宣佈了Geguri的加入。[4][5]

## 被质疑作弊

帖文指出的Geguri疑似使用外挂镜头的慢动作回放，Geguri所使用的英雄查莉娅在不到一秒的时间内完成三百六十度转身的同时，准确的瞄准了自己的四个队友。

2016年6月，CC直播举办《守望先锋》比赛时空杯，在时空杯韩国区预选赛的一场八强赛中，UW对阵Dizziness战队。比赛由韩国的inven直播平台进行直播，吸引了很多玩家的关注。最后比赛以UW的胜利告终。6月18日，inven的官方论坛上出现了一篇帖子，指出Geguri疑似使用作弊器的几次操作，Geguri一时间被推向了风口浪尖。6月20日，Geguri登上inven的直播节目，在一个受到严格监控的房间里进行了游戏的直播表演，证明了自己的实力，节目吸引了超过40万玩家观看。后来，UW队长曝光了与Dizziness队长的协议：如果Geguri没有使用外挂，那么他就要登门道歉，退出《守望先锋》职业圈。暴雪娱乐韩国分公司也出面证实，她没有使用外挂软件。事件最终以Dizziness解散，两名队员退役结束。这件事让Geguri赢得了国际声誉，并让她的职业生涯大放异彩。

## 轶事
- Geguri喜欢青蛙，其昵称的发音与韩语中的“青蛙（개구리 / gaeguri）”一词音似。